# Nanobagrus stellatus
Nanobagrus stellatus är en fiskart som beskrevs av Tan och Ng 2000. Nanobagrus stellatus ingår i släktet Nanobagrus och familjen Bagridae. Inga underarter finns listade i Catalogue of Life.